# Liên minh Satchō

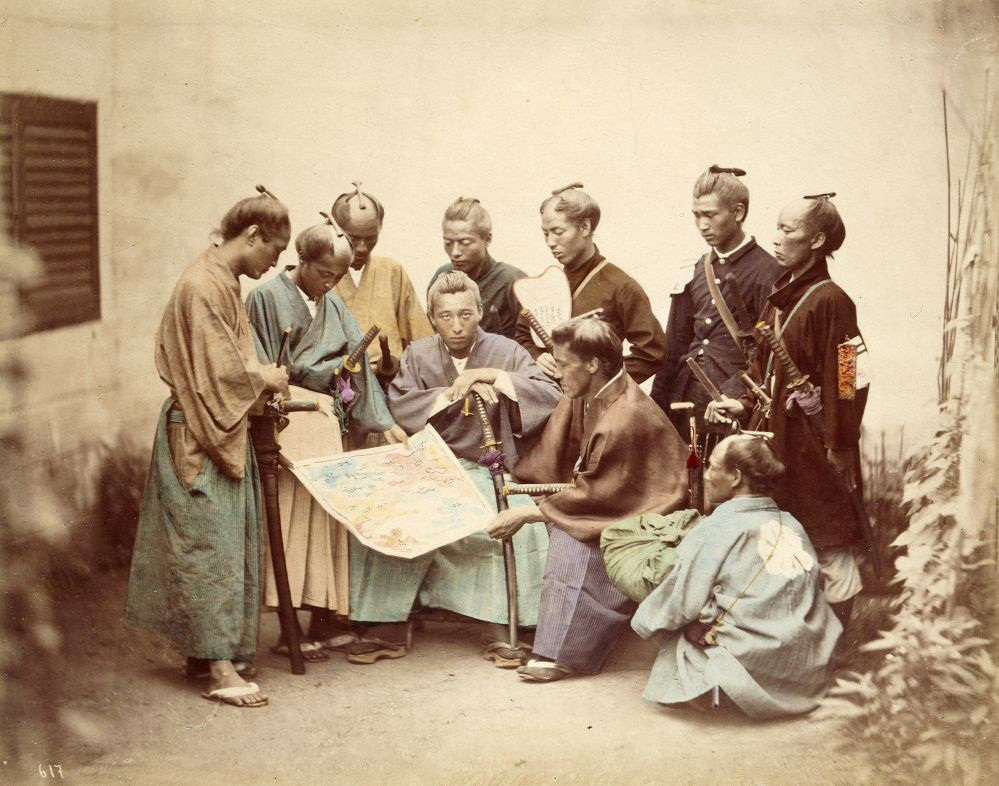
Samurai của phiên Satsuma, thành viên của Liên minh Satchō, tham chiến bên phe triều đình trong Chiến tranh Boshin. Ảnh chụp của Felice Beato.

Liên minh Satsuma–Chōshū (薩摩長州同盟 Tát Ma Trường Châu đồng minh, Satsuma Chōshū dōmei) hoặc Liên minh Satchō (薩長同盟 Tát Trường đồng minh, Satchō dōmei) là một liên minh quân sự giữa hai phiên trấn Satsuma và Chōshū được thành lập vào năm 1866 nhằm kết hợp nỗ lực khôi phục quyền lực của Thiên hoàng và lật đổ Mạc phủ Tokugawa.

## Lịch sử
Tên gọi Satchō (薩長) là tên viết tắt kết hợp giữa Satsuma (nay là tỉnh Kagoshima) và Chōshū (nay là tỉnh Yamaguchi), hai phiên tozama theo phái Tôn vương Nhương di mạnh nhất ở Nhật Bản thời Edo.
Trong những năm 1860, Satsuma có xu hướng có quan điểm ôn hòa đối với việc duy trì hiện trạng, trong khi Chōshū đã trở thành trung tâm của một cuộc nổi dậy nhằm lật đổ Mạc phủ. Thông qua sự trung gian của Sakamoto Ryōma phiên Tosa (nay là tỉnh Kōchi), các nhà lãnh đạo quân sự của Satsuma là Saigō Takamori và Ōkubo Toshimichi đều tập hợp cùng với Katsura Kogorō phiên Chōshū. Mặc dù hai phiên này từng là kỳ phùng địch thủ gay gắt, nhưng các nhà lãnh đạo của họ đồng ý rằng đây chính là thời điểm thích hợp để thay đổi và nhất trí về nguyên tắc sẽ hỗ trợ lẫn nhau trong trường hợp một trong hai bị bên thứ ba tấn công. Ngoài ra, Chōshū rất cần vũ khí hiện đại, nhưng có mối liên hệ rất hạn chế với các cường quốc phương Tây. Mặt khác, Satsuma đã phát triển hoạt động buôn bán vũ khí đáng kể với Vương quốc Anh thông qua Thomas Glover, một thương gia Scotland có mối liên hệ mật thiết với Jardine Matheson. Theo gợi ý của Sakamoto, Saigo đã giúp môi giới một thỏa thuận cung cấp vũ khí cần thiết cho Chōshū chống lại Mạc phủ Tokugawa.
Bất chấp sự trợ giúp này, vẫn có sự ngờ vực đáng kể giữa hai phiên trấn. Ngày 1 tháng 3 năm 1866, Mạc phủ đề nghị ẩn cư và giam lỏng daimyō Mōri Takachika của Chōshū và giảm bớt thu nhập của phiên này xuống chỉ còn lại 100.000 koku. Điều này khiến ban lãnh đạo Chōshū phẫn nộ, và dẫn đến một thỏa thuận chính thức gồm 6 điểm với Satsuma. Phạm vi của thỏa thuận khá hạn chế. Satsuma đồng ý hỗ trợ Chōshū trong việc xin ân xá từ triều đình. Nếu điều này thất bại và Mạc phủ tấn công, Satsuma sẽ gửi 2.000 quân đến Kyoto; tuy nhiên, Satsuma sẽ chỉ giao chiến với Mạc phủ nếu hộ vệ riêng của Kuwana, Aizu hoặc Tướng quân Tokugawa Yoshinobu cố gắng chặn đường Satsuma tiếp cận Thiên hoàng.
Liên minh đóng vai trò quan trọng trong việc tạo điều kiện cho Chōshū chống chọi một cuộc thảo phạt do Mạc phủ tiến hành vào mùa hè năm 1866, dẫn đến thất bại nặng nề cho quân đội Mạc phủ. Trong chiến tranh Boshin (1868–1869) sau đó, quan quân triều đình cuối cùng đã lật đổ Mạc phủ chủ yếu là các samurai từ liên minh Satchō. Nhờ sự hình thành công cuộc Minh Trị Duy tân, những người từ hai phiên này đã chi phối chính phủ Minh Trị mới vào thế kỷ 20.